# Telemantova
Telemantova è una emittente locale con sede a Mantova, presso Palazzo Athesis in piazza Cesare Mozzarelli. Appartenente sin dalla sua fondazione, al gruppo editoriale Athesis, del quale fanno parte anche l'emittente televisiva TeleArena, i quotidiani Bresciaoggi, L'Arena di Verona, Giornale di Vicenza, Gazzetta di Mantova e l'emittente radiofonica Radio Verona. Nata nel 2000, è l'unica televisione locale del territorio mantovano. Della raccolta pubblicitaria su Telemantova, i canali e i quotidiani del gruppo editoriale si occupa la concessionaria Publiadige. Dal 2005 al 2024 la sede era presso il Centro direzionale Boma.

## Storia
Telemantova nasce il 19 giugno 2000 dopo che alcuni dirigenti del gruppo editoriale Athesis di Verona avevano cercato la possibilità di acquisire frequenze utili nel territorio mantovano.
Per alcuni anni - dal 2000 al 2005 - il telegiornale prodotto da Telemantova è stato diffuso soprattutto grazie a TeleArena emittente storica del gruppo Athesis.
Dal 2005 al 2024 la sede di Telemantova era dislocata al centro direzionale Boma, in una sede di 1000 m², di cui 650 solo per studi e reparto tecnico. Sino al 2022 Telemantova ha trasmesso sui canali 19 e 619 del digitale terrestre, coprendo con il segnale la Lombardia, il Veneto e parte di Emilia Romagna, Trentino e Piemonte.
La redazione giornalistica, diretta dal 2019 da Mario Puliero (anche direttore di Telearena e RadioVerona), è composta da: Giulio Cisamolo, Matteo Bursi, Andrea Giangiulio, Gianni Veronesi, Valentina Gambini, Cecilia Frignani e da Giulio Giovannoni (deceduto nel 2023). In passato la direzione era stata affidata a Monica Bottura (sino al 2019). Il reparto tecnico è diretto da Giorgio Vigni e composto da Marco Borghi, Ivano Bottura, Graziano Campagnoli, Giuseppe Varotti.
Susanna Tracogna è il produttore esecutivo. La concessionaria di pubblicità è Publiadige.
La copertura del territorio è affidata a vari siti di trasmissione DVB-T dall'11 gennaio 2010, che garantiscono la copertura dell'intero territorio mantovano, buona parte di Lombardia e Veneto. Dal dicembre 2012, a seguito della chiusura di Mantova TV, Telemantova è l'unica emittente televisiva della città virgiliana. Dal 2022 è visibile sui canali 77 e 277 del digitale terrestre. Telemantova è presente con uno spazio anche sui social network Facebook e Instagram.
Il gruppo editoriale Athesis nell'ottobre 2023 ha perfezionato l'acquisizione della Gazzetta di Mantova. Dal 2023 Telemantova e la Gazzetta di Mantova, quotidiano più antico d'Italia, fanno parte dello stesso gruppo editoriale. Nel settembre 2024 è stato completato il trasferimento della sede della televisione nei rinnovati spazi di piazza Cesare Mozzarelli, nello stesso palazzo dove lavora la redazione della Gazzetta di Mantova.

## Programmi
Il palinsesto comprende programmi autoprodotti e rubriche esterne. Il telegiornale propone tre edizioni giornaliere: all'ora di pranzo (12:30 e 13:30), alla sera (19:30 e 20:30) e alla notte, con un'edizione che riporta le principali notizie della giornata.

### Informazione
- TG Mantova - Il telegiornale della sera, realizzato dalla redazione copre tutti gli avvenimenti del territorio.
- TG Terza pagina - La pagina del telegiornale della sera con approfondimenti su cultura ed eventi.
- TG Giorno - Il telegiornale in onda all'ora di pranzo.
- TG Sport - Il telegiornale sportivo, con tutti gli aggiornamenti sullo sport mantovano.
- TG 7 Giorni - Sintesi delle notizie della settimana.
- L'abc del giovedì, rubrica economica sulle contrattazioni in Borsa merci.
- Meteo - Analisi situazione meteo generale e previsione sulla provincia di Mantova a cura di 3B Meteo.

### Attualità
- Mantova Veramente - Il talk show del giovedì sera.
- Forum economia - La rubrica settimanale di approfondimento economico.
- Dica 33 - programma di medicina a cura di Matteo Taietti e Nicola Facchini.
- Focus Salute - Aggiornamenti dalla sanità pubblica territoriale.
- Tavolo 77 - trasmissione d'attualità del palinsesto estivo.
- Oroscopo del giorno.

### Sport
- Piazza Pallone - La trasmissione sportiva del lunedì sera.

### Intrattenimento e Cultura
- Sei a casa - Il salotto pomeridiano, trasmissione condotta da Angela Booloni.
- Che Classe! - Gioco a quiz con protagonisti gli studenti delle scuole mantovane. Condotta prima da Nicolò Brenzoni, poi da Angela Booloni.
- Mantova Segreta - Approfondimento storico e culturale di Mantova e provincia, a cura di Giacomo Cecchin. In onda dal 2018.
- Denominazione di origine mantovana - Agroalimentare, ambiente ed economia: la trasmissione racconta i territori.
- Vie Verdi - Storie di terre e di terra, di luoghi da scoprire e di volti da conoscere raccontati da Elisabetta Gallina e Matteo Taietti.
- Borgo Italia - Settimanale dedicato alla scoperta dei borghi e dei paesaggi più belli d'Italia.

### Trasmissioni del passato
- Vi ci porta Giulio! - rubrica enogastronomica condotta dal 2018 al 2023 da Giulio Giovannoni.
- Piazza Pallone - La prima trasmissione sportiva di Telemantova, in onda dal 2005 al 2018.
- La corte di Noè - programma sugli amici a 4 zampe a cura di Elisabetta Gallina.
- L'ultimo miglio - talk show settimanale.
- Posto libero - programma dedicato al mondo giovanile.
- Bekèr - Programma di cucina condotto da Fabrizio Nonis.
- In cucina! con Giulio Giovannoni alla scoperta delle tradizioni eno-gastronomiche mantovane.

## Ascolti
Sin dalla sua nascita, Telemantova ha registrato un ampio seguito sul territorio provinciale, in buona parte della Lombardia, in parte del Veneto e dell'Emilia Romagna. È stabilmente seguita da decine di migliaia di telespettatori. I contatti giorno, dati certificati Auditel, dal 2019 al 2021 hanno visto stabilmente superare quota 50.000 spettatori come media giornaliera.

### Contatti giorno medio mensile target 4+ globale
|      | Gennaio | Febbraio | Marzo  | Aprile | Maggio | Giugno | Luglio | Agosto | Settembre | Ottobre | Novembre | Dicembre | Media giornaliera |
| ---- | ------- | -------- | ------ | ------ | ------ | ------ | ------ | ------ | --------- | ------- | -------- | -------- | ----------------- |
| 2020 | 52.454  | 55.800   | 67.575 | 55.083 | 55.017 | 42.674 | 44.244 | 45.667 | 52.141    | 65.206  | 73.857   | 74.454   | 57.014            |
| 2019 | 50.239  | 43.731   | 47.123 | 49.407 | 50.125 | 46.058 | 52.162 | 53.013 | 55.421    | 49.704  | 55.181   | 50.099   | 50.188            |
| 2018 | 37.463  | 32.674   | 30.489 | 21.826 | 28.552 | 38.075 | 40.364 | 33.184 | 44.003    | 43.650  | 43.890   | 43.719   | 36.490            |

### Contatti giorno medio mensile target 4+ regione Lombardia
|      | Gennaio | Febbraio | Marzo  | Aprile | Maggio | Giugno | Luglio | Agosto | Settembre | Ottobre | Novembre | Dicembre | Media giornaliera |
| ---- | ------- | -------- | ------ | ------ | ------ | ------ | ------ | ------ | --------- | ------- | -------- | -------- | ----------------- |
| 2020 | 40.475  | 44.028   | 55.122 | 44.628 | 44.432 | 35.466 | 34.763 | 35.191 | 41.331    | 53.898  | 61.743   | 63.922   |                   |
| 2019 | 40.733  | 33.403   | 37.537 | 38.358 | 38.155 | 36.063 | 42.272 | 40.105 | 43.910    | 40.782  | 45.437   | 40.618   |                   |
| 2018 | 25.832  | 23.105   | 21.167 | 15.603 | 18.990 | 24.816 | 24.179 | 22.349 | 32.976    | 34.970  | 32.953   | 33.657   |                   |

### Contatti giorno medio mensile target 4+ regione Veneto
|      | Gennaio | Febbraio | Marzo | Aprile | Maggio | Giugno | Luglio | Agosto | Settembre | Ottobre | Novembre | Dicembre | Media giornaliera |
| ---- | ------- | -------- | ----- | ------ | ------ | ------ | ------ | ------ | --------- | ------- | -------- | -------- | ----------------- |
| 2020 | 9.590   | 9.639    | 9.309 | 6.975  | 7.932  | 4.391  | 5.727  | 6.789  | 7.179     | 6.270   | 7.073    | 7.884    |                   |
| 2019 | 6.037   | 7.673    | 6.857 | 7.983  | 9.069  | 8.404  | 7.367  | 9.120  | 9.114     | 6.390   | 7.527    | 7.947    |                   |
| 2018 | 11.032  | 9.317    | 7.067 | 4.960  | 7.970  | 9.508  | 12.075 | 9.310  | 9.024     | 5.982   | 8.083    | 7.705    |                   |